# Ochna hiernii
Ochna hiernii är en tvåhjärtbladig växtart som först beskrevs av Van Tiegh., och fick sitt nu gällande namn av Arthur Wallis Exell. Ochna hiernii ingår i släktet Ochna och familjen Ochnaceae. Inga underarter finns listade i Catalogue of Life.